# Tueries de masse en Finlande
 (octobre 2019).
Si vous disposez d'ouvrages ou d'articles de référence ou si vous connaissez des sites web de qualité traitant du thème abordé ici, merci de compléter l'article en donnant les références utiles à sa vérifiabilité et en les liant à la section « Notes et références ».
 (octobre 2019).
- Si vous ne connaissez pas le sujet, laissez ce bandeau (vous pouvez alors contacter les auteurs).
- Si vous supprimez le contenu mis en cause (vous pouvez préalablement contacter les auteurs),

argumentez précisément cette suppression dans la page de discussion
(un manque de référence n'est pas un argument ; une recherche réelle de référence doit avoir été effectuée, être formellement documentée).
La Finlande est un pays ou le taux d'homicide est traditionnellement faible. Cependant, depuis le début du XXIe siècle le pays est l'objet de nombreuses tueries de masse. 
La Finlande est l'un des rares pays européens à avoir des tueries dans les écoles qui cible l'école en tant que communauté et en tant qu'institution. Ce phénomène se rapproche de ce qui se passe aux États-Unis, pays très touché par les tueries dans les écoles. Une différence qui explique le faible nombre de victimes en Finlande par rapport aux États-Unis est la limitation des armes automatiques en Finlande. Cette restriction fait suite à une première tuerie avec arme qui a eu lieu en 1999 (voir en:Sanna Sillanpää). Les assaillants finlandais utilisent maintenant sur les armes blanches.

## Motivation des tueries
Sur les sept tueries de masse du XXIe siècle, quatre ont lieu dans des écoles, deux sont de nature terroriste et une a lieu dans les locaux d'une entreprise.

## XXIesiècle
| Liens                                            | Généralités | Généralités  | Généralités       | Victimes | Victimes | Assaillant                             | Assaillant | Assaillant                       | |
| Article détaillé                                 | Année       | Ville        | Lieu              | Morts    | Blessés  | Nom                                    | Age        | situation                        | Attaques |
| ------------------------------------------------ | ----------- | ------------ | ----------------- | -------- | -------- | -------------------------------------- | ---------- | -------------------------------- | --- |
| Attentat-suicide de Myyrmanni du 11 octobre 2002 | 2002        | Myyrmanni    | Centre commercial | 6        | 166      | Petri Erkki Tapio Gerdt                | 19         | Suicide                          | Un homme de 19 ans se fait exploser, lui et six autres personnes, au centre commercial Myyrmanni, dans la banlieue d'Helsinki. |
| Fusillade du centre scolaire de Jokela           | 2007        | en:Jokela    | Ecole             | 9        |          | Pekka-Eric Auvinen                     | 18         | Suicide                          | Neuf personnes sont abattues dans une attaque contre un lycée à Jokela en Finlande. L'auteur est un étudiant de 18 ans. L'auteur se suicide. |
| Fusillade de Kauhajoki                           | 2008        | en:Kauhajoki | Ecole             | 10       |          | Matti Juhani Saari                     | 22         | Suicide                          | Dix personnes ont été abattues par un étudiant, un homme de 22 ans, dans une école de formation professionnelle de Kauhajoki. Il se suicide après cela. |
| en:Sello mall shooting                           | 2009        | Espoo        | Centre commercial | 5        |          | Ibrahim Shkupolli                      | 43         | Suicide                          | Un homme tue d'abord son ancien petit ami, puis quatre de ses collègues de travail dans un grand magasin à Espoo. L'homme se suicide. |
|                                                  | 2013        | Oulu         | École             | 0        | 4        | Étant mineur, son nom n'est pas révélé | 16         | Interné en hôpital psychiatrique | Un élève de 16 ans poignarde trois camarades et un gardien dans une école de formation professionnelle à Oulu. Tous sont gravement blessés mais survivent . |
| Attaque au couteau à Turku                       | 2017        | Turku        | Centre ville      | 2        | 8        | Abderrahman Bouanane                   | 23         | Blessé                           | L'assaillant poignarde dix personnes dans le centre de Turku. Deux femmes meurent des suites de leurs blessures. Le délinquant est arrêté lorsque la police lui tire une balle dans la jambe. Il est condamné à la prison à vie. C'est la première fois que quelqu'un est condamné pour terrorisme en Finlande. |
| fi:Kuopion kouluhyökkäys                         | 2019        | Kuopio       | École             | 1        | 10       | Joel Otto Aukusti Marin                | 25         | Blessé                           | L'assaillant a utilisé un sabre. C'est un des étudiants de l'école sans antécédent criminel. Il a été grièvement blessé par la police. Les enquêteurs remarquent que la majorité des victimes sont des femmes. La femme décédée semble avoir été particulièrement visée.                                        |